# Gyeongjong (Goryeo)
Gyeongjong (né le 9 novembre 955 et mort le 13 août 981) est le cinquième roi de la Corée de la dynastie Goryeo. Il a régné du 4 juillet 975 à sa mort.